# Timon (Maranhão)
Pour les articles homonymes, voir Timon.
Timon est une ville brésilienne de l'Est de l'État du Maranhão, faisant partie de la microrégion de caxias et située à 328 km au sud-est de São Luís, capitale de l'État. Elle se situe à une latitude de 5° 06′ 06″ sud et à une longitude de 42° 50′ 05″ ouest, à 69 m d'altitude. Sa population était estimée à 144 333 en 2007, pour une superficie de 1 741 km2. C'est la troisième ville de l'État en population.
Elle est située sur la rive gauche du Rio Parnaíba face à Teresina.

## Villes voisines
- Matões
- Caxias
- Teresina ( Piauí)